# Veluws College
Het Veluws College is een katholieke scholengemeenschap voor voortgezet onderwijs in de steden Apeldoorn en Twello die onderwijs aanbiedt op de niveaus vmbo, havo, atheneum gymnasium en technasium.
Het Veluws College gaat uit van de Stichting Katholiek Voortgezet Onderwijs Apeldoorn en omgeving.

## Vestigingen
Het Veluws College heeft drie katholieke vestigingen in de gemeente Apeldoorn en één oecumenische vestiging in Twello:
- Walterbosch - voor havo, atheneum en vwo-erasmus (atheneum, gymnasium)
- Cortenbosch - voor vmbo
- Mheenpark - voor mavo en onderbouw havo/atheneum/vwo+
- Twello - voor mavo en onderbouw havo/vwo

Leerlingen krijgen op alle vestigingen de kans om een PlusVak te volgen. Leerlingen die meer willen en kunnen worden extra uitgedaagd op het vwo-erasmus. Het Veluws College is ook een zogenaamde LOOT-school, waar topsporters de gelegenheid krijgen hun sportcarrière te combineren met hun schoolwerk.
Het Veluws College Walterbosch is aangesloten bij het Technasium Netwerk Nederland. Alle leerlingen maken kennis met Technasium op Veluws College Walterbosch.

## Bekende oud-leerlingen
- Bas Steman - schrijver, dichter, presentator, regisseur en journalist
- Sydney Tros - actrice
- Waylon - zanger